# Hemicycla modesta
Hemicycla modesta é uma espécie de gastrópode  da família Helicidae
É endémica de Espanha.